# Vini Dantas
Pour les articles homonymes, voir Dantas.
Vini Dantas est un footballeur brésilien né le 14 septembre 1989 à São Paulo. Il évolue au poste d'attaquant.

## Biographie
Le 4 mars 2014, Vini Dantas s'engage avec le Fury d'Ottawa pour sa première saison en NASL.
Il inscrit le premier but de l'histoire du Fury en NASL le 19 mars 2014 contre le Minnesota United (défaite 1-2) au Stade Keith-Harris.

## Palmarès
- Champion de Norvège en 2011 et 2012 avec le Molde FK
- Vainqueur de la Coupe de la Ligue finlandaise en 2013 avec le FC Lahti